# Xylophrurus lancifer
Xylophrurus lancifer là một loài tò vò trong họ Ichneumonidae.

## Hình ảnh

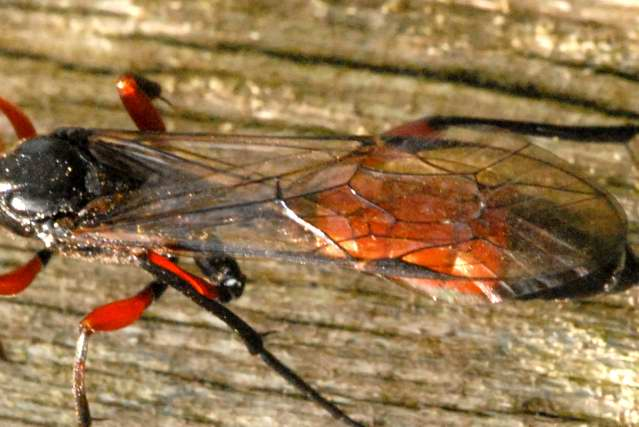